# Кашія
Кашія (італ. Cascia) — муніципалітет в Італії, у регіоні Умбрія,  провінція Перуджа.
Кашія розташована на відстані близько 105 км на північний схід від Рима, 70 км на південний схід від Перуджі.
Населення — 3248 осіб (2014).

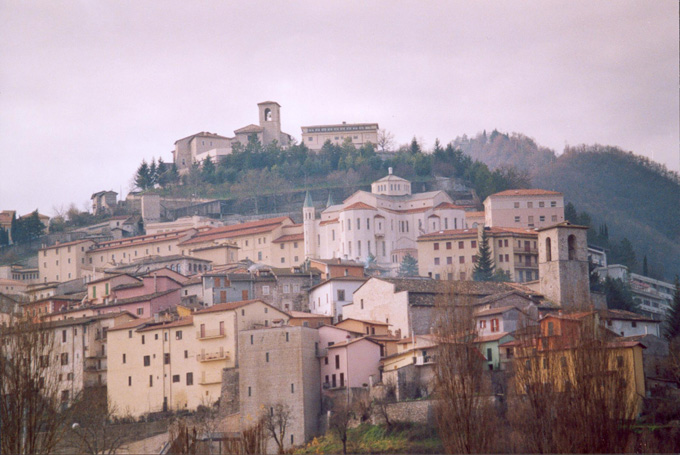

Щорічний фестиваль відбувається 22 травня. Покровитель — Santa Rita da Cascia.

## Демографія
Населення за роками:

Станом на 1 січня 2023 року в муніципалітеті офіційно проживало 166 іноземців з 25 країн, серед них 80 громадян країн Євросоюзу та 5 громадян України.

## Сусідні муніципалітети
- Черрето-ді-Сполето
- Читтареале
- Леонесса
- Монтелеоне-ді-Сполето
- Норчія
- Поджодомо